# Брана
Бра́на (от мембрана) в теории струн (М-теории) — гипотетический фундаментальный многомерный физический объект размерности меньшей, чем размерность пространства, в котором он находится (протяжённая p-мерная мембрана, где p — количество пространственных измерений). Материальная точка — 0-брана, струна — 1-брана, мембрана — 2-брана, локализованная в (евклидовом) пространстве-времени, инстантон — (−1)-брана и т. п. Стабильные {\displaystyle p}-браны сохраняют барионный заряд и удовлетворяют обобщённым условиям квантования Дирака. Основными видами стабильных {\displaystyle p}-бран являются {\displaystyle D}-браны, {\displaystyle M}-браны и NS5-браны.